# Salma Ismail
Tan Sri Salma binti Ismail (* 19. Dezember 1918 in Alor Setar; † 20. Juli 2014 in Kuala Lumpur) war die erste Malaiin, die am King Edward VII College of Medicine (heute Yong Loo Lin School of Medicine) in Singapur erfolgreich das Studium der Medizin absolvierte. Als erste Ärztin Malaysias fungierte sie u. a. als Hebamme für die Sultana von Kedah und eröffnete 1967 mit der Klinik Salma eine der ersten malaiischen Privatkliniken.

## Leben

### Ausbildung und Karriere
Salma wurde im Distrikt Kanchut in Alor Setar geboren. Ihr Vater Ismail bin Haji Puteh war ein Verwaltungsbeamter der Staatsregierung und ehemaliger Staatssekretär für den Staat Kedah. Sie besuchte zunächst die Kampang Baru School for Girls, wurde allerdings wegen Überfüllung der Schule zeitweilig im Sultan Abdul Hamid College unterrichtet. 1933 erlangte sie den Reifegrad des Junior Cambridge, 1935 erwarb sie als erstes Mädchen aus Kedah den Grad des Senior Cambridge mit Auszeichnung. Obwohl das Studium für Frauen in jener Zeit unüblich war, schrieb sie sich im Jahr 1936 am King Edward VII College of Medicine ein. Ihr Studium wurde vom Staat Kedah finanziert. Salmas Sohn, Dr. Ridzwan Bakar, sagte über sie: „Mutters Entschlossenheit, Ärztin zu werden, verdrängte die Regeln der damaligen Zeit, besonders für eine unverheiratete Malaiin, die aus ihrer Heimatstadt Alor Star mit dem Boot nach Singapur aufbrach, um dort zu studieren. Aber sie tat es.“
Ihr Studium wurde jedoch durch die japanische Besetzung unterbrochen. Von 1939 bis 1945 wurden keine Lehrveranstaltungen am College abgehalten. Jahre später sagte sie: „Ich erinnere mich, wie ich vor Angst davonlief, denn die japanischen Soldaten waren grausame, gemeine Männer. Sie würden dir, ohne lange zu fragen, den Kopf abschlagen.“ Während des Krieges arbeitete sie als auszubildende Ärztin unter der Aufsicht sowohl einheimischer als auch japanischer Ärzte im Alor Star General Hospital und nahm nach Kriegsende ihr Studium wieder auf. Die New Straits Time siedelt die Studiendauer Salma Ismails bei 11 Jahren an und nennt somit, wie auch die Singapore Free Press, das Jahr 1947 für ihren Abschluss, während The Star von 13 Jahren Studium ausgeht und somit 1949 als Graduierungsjahr angibt. In jedem Fall war sie die erste Frau Malaysias, die das College mit einem Diplom in Medizin und Chirurgie abschloss.
Zurück in ihrer Heimat, erhielt sie als erste Frau das Amt eines Betriebsarztes im Alor Star General Hospital und behielt den Posten bis zum Jahr 1960. Im Jahr 1956 absolvierte sie in Dublin ein Postgraduales Studium der Geburtshilfe und fungierte nach ihrer Rückkehr nach Kedah als königliche Hebamme für die Sultana Bahiyah. Nach ihrer Versetzung nach Kuala Lumpur war Salma Ismail als verantwortliche Betriebsärztin im Tanglin Hospital tätig, bis sie 1967 ihren Posten abgab und mit der Klinik Salma eine der ersten malaiischen Privatkliniken eröffnete. Die Klinik Salma hatte mehrere Zweigstellen und bot während der Unruhen im Mai 1969 gemeinnützige Dienste an. Zeit ihres Lebens engagierte sich Salma Ismail in Sozialarbeit und Wohltätigkeitsorganisationen, u. a. beim Roten Kreuz und St. John Ambulance. Erst 2005 ging die Ärztin endgültig in den Ruhestand.

### Privatleben
Salma Ismail heiratete am 3. März 1950 Doktor Abu Bakar Ibrahim und hatte mit ihm zwei Söhne und zwei Töchter. Zwei von ihnen, ihr Sohn Rizwan Bakar und ihre Tochter Normi, wurden ebenfalls Ärzte. Ihr Mann starb im Oktober 1979 an einem Herzinfarkt.
Trotz aller Ehrungen und Verdienste gab sich Salma Ismail in Interviews stets bodenständig und bescheiden. So scherzte sie zu ihrem 90. Geburtstag im Jahr 2008, dass sie am nächsten Tag wohl Blumencurry (kari bunga) kochen sollte, da Gratulanten ihr Haus mit Sträußen nur so gefüllt hatten. „Sogar die Zeitungsleute reden mit mir. Dabei feiern andere Leute auch ihren Geburtstag.“
Obwohl sie eine Vorbildrolle innehatte, lehnte sie es ab, jungen Menschen, die Medizin studieren wollten, Ratschläge zu erteilen, da es in ihren Augen nutzlos war. „Ich sage nur so viel, es sollte das sein, was sie tun wollen, nicht was ihre Eltern wollen. Nur darum geht es.“
Salma Ismail starb im Pantai Hospital im Alter von 95 Jahren.

## Ämter
Über die Jahre hinweg hatte Salma Ismail neben ihrer Arbeit als Ärztin mehrere Ämter inne:
- Kommissionsmitglied der Kedah Girl Guides
- Mitglied des State Youth Council
- Mitglied des Tunku Kurshiah College Board of Governors
- Mitglied des Higher Education Advisory Council
- Präsidentin der Selangor and Federal Territory Private Medical Practitioners Association
- Präsidentin der  Pan Pacific Southeast Asia Women's Association
- Mitglied der Malaysian American Society[5]

## Würdigungen
Für ihre Verdienste erhielt Salma Ismail diverse Auszeichnungen:
- 1957: Bintang Cemerlang Kedah (B.C.K)
- 1996: Dato Paduka Mahkota Kedah (D.P.M.K.), verliehen durch Sultan Abdul Halim Mu’adzam Shah
- 1997: Panglima Setia Mahkota (P.S.M.), verliehen durch den Wahlkönig Tuanku Jaafar; erlaubt die Führung des Ehrentitels Tan Sri
- 2006: Certificate of Appreciation, überreicht von Sultan Azlan Shah[6]

Zur Feier ihres 90. Geburtstag waren der frühere Premierminister Mahathir bin Mohamad und dessen Frau Siti Hasmah Mohamad Ali zu Gast. Ein Gebäude der Sultana Asmah Secondary School trägt ihr zu Ehren den Namen Salma House.